# Tritoniopsis pulchella
Tritoniopsis pulchella är en irisväxtart som beskrevs av Gwendoline Joyce Lewis. Tritoniopsis pulchella ingår i släktet Tritoniopsis och familjen irisväxter.

## Underarter
Arten delas in i följande underarter:
- T. p. alpina
- T. p. pulchella

## Bildgalleri

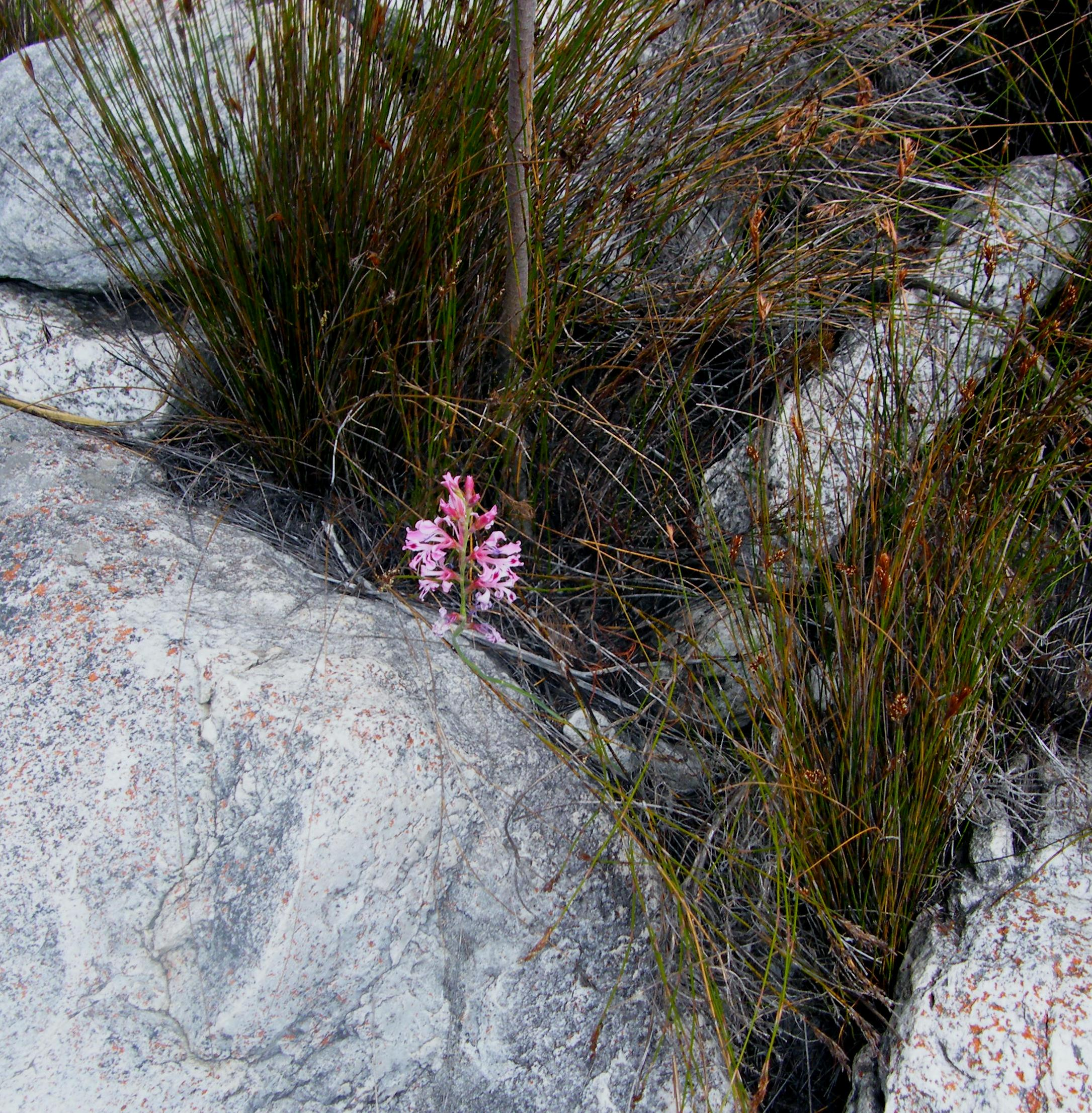